# Ligue européenne masculine de handball 2024-2025
Navigation
Ligue européenne 2023-2024 Ligue européenne 2025-2026
La saison 2024-2025 de la Ligue européenne masculine de handball est la 44e édition de la compétition, anciennement Coupe de l'IHF puis Coupe de l'EHF. Organisée par l'EHF, elle met aux prises 42 équipes européennes et constitue le deuxième échelon européen derrière la Ligue des champions (C1) et devant la Coupe européenne (C4).
Le club allemand du SG Flensburg-Handewitt conserve son titre en battant en finale le club français Montpellier Handball. L'Allemagne, qui a également placé deux autres clubs en demi-finale, confirme ainsi son ultra domination dans la compétition puisque cette troisième victoire du SG Flensburg-Handewitt porte le total allemand à 24 victoires lors des 28 dernières éditions.

## Présentation

### Modalités
La introduite la saison précédente est conservée avec les phases suivantes :
- un tour de qualification opposant 20 équipes en matchs aller et retour. Les 10 vainqueurs sont qualifiés pour le tour préliminaire.
- une tour préliminaire opposant les 22 équipes déjà qualifiées ainsi que les 10 vainqueurs du tour de qualification. Les 8 groupes de 4 équipes chacun sont joués sous la forme d'un mini-championnat en matchs aller et retour. Les 2 meilleures équipes de chaque groupe accèdent au tour principal. À noter que lors du tirage au sort, les équipes d'un même pays ne peuvent pas être réunies dans le même groupe.
- un tour principal opposant 16 équipes réparties en 4 groupes de 4 équipes chacun, disputé sous la forme d'un mini-championnat en matchs aller et retour. Les vainqueurs accèdent directement aux quarts de finale, tandis que les équipes classées 2e et 3e se qualifient pour les barrages.
- des barrages opposant 8 équipes dans 4 matchs aller et retour différents. Les vainqueurs accèdent aux quarts de finale.
- la phase finale, débutant au stade des quarts de finale et se terminant lors de la finale à quatre disputée sur un même week-end. Un tirage au sort détermine les oppositions en demi-finales.

### Attribution des places
Depuis la saison précédente, l'EHF sépare les classements des trois coupes d'Europe. Ainsi, le classement pour la saison 2024-2025 dépend uniquement des résultats des clubs de la fédération dans cette compétition entre la saison 2020-2021 et la saison 2022-2023. Ainsi, les fédérations 1 à 2 peuvent qualifier quatre clubs, les fédérations 3 à 9 peuvent qualifier trois clubs, les fédérations 10 à 18 peuvent qualifier deux clubs et les fédérations en dessous du top 18 sont autorisées à postuler à un club pour une éventuelle invitation (upgrade). De plus, et contrairement à la saison précédente, l'EHF peut accepter des clubs supplémentaires (wildcard) dans le cas où toutes les places disponibles ne seraient pas utilisées.
Finalement, le nombre de clubs qualifiés selon les fédérations est :
| Rang | Championnat | Coeff. | Places   | Places |
| Rang | Championnat | Coeff. | Attribué | Réel   |
| ---- | ----------- | ------ | -------- | ------ |
| 1    | Allemagne   | 147,67 | 4        | 4      |
| 2    | Portugal    | 88,67  | 4        | 4      |
| 3    | France      | 78,00  | 3        | 3      |
| 4    | Espagne     | 70,33  | 3        | 4      |
| 5    | Pologne     | 68,33  | 3        | 2      |
| 6    | Croatie     | 67,67  | 3        | 3      |
| 7    | Danemark    | 63,67  | 3        | 3      |
| 8    | Suisse      | 62,67  | 3        | 3      |
| 9    | Suède       | 55,00  | 3        | 3      |
| 10   | Russie      | 45,50  | 2        | 0      |

| Rang | Championnat       | Coeff. | Places   | Places |
| Rang | Championnat       | Coeff. | Attribué | Réel   |
| ---- | ----------------- | ------ | -------- | ------ |
| 11   | Macédoine du Nord | 41,33  | 2        | 1      |
| 12   | Hongrie           | 31,67  | 2        | 1      |
| 13   | Slovénie          | 31,33  | 2        | 2      |
| 14   | Slovaquie         | 27,67  | 2        | 1      |
| 15   | Autriche          | 22,00  | 2        | 0      |
| 16   | Islande           | 19,33  | 2        | 2      |
| 17   | Roumanie          | 18,00  | 2        | 1      |
| 18   | Ukraine           | 15,00  | 2        | 0      |
| 19   | Grèce             | 17,33  | 0        | 0      |
| 20   | Finlande          | 9,67   | 0        | 0      |

| Rang  | Championnat            | Coeff. | Places   | Places |
| Rang  | Championnat            | Coeff. | Attribué | Réel   |
| ----- | ---------------------- | ------ | -------- | ------ |
| 21    | Turquie                | 8,00   | 0        | 0      |
| 22    | Norvège                | 7,33   | 0        | 1      |
| 23    | Serbie                 | 1,00   | 0        | 1      |
| 23    | Biélorussie            | 1,00   | 0        | 0      |
| 25    | Israël                 | 0,33   | 0        | 0      |
| 25    | Luxembourg             | 0,33   | 0        | 0      |
| 27-50 | Bosnie-Herzégovine     | 0,00   | 0        | 1      |
| 27-50 | Tchéquie               | 0,00   | 0        | 1      |
| 27-50 | 21 autres championnats | 0,00   | 0        | 0      |

Remarques :
- les fédérations de Russie et de Biélorussie sont suspendues jusqu'à nouvel ordre.
- le nombre de clubs participants diffère du nombre de places attribuées soit parce que les clubs concernés ont été retenu en Ligue des champions (C1), soit parce que les clubs concernés ont préféré participer à la Coupe européenne (C4) ou même renoncer à toute participation en coupe d'Europe, généralement pour raison financière.

### Équipes qualifiées
La liste complète des participants, après validation des places supplémentaires, sur-classements et sous-classements est dévoilée le 9 juillet 2024.
Vingt équipes participent au tour de qualification et vingt-deux sont directement qualifiées pour le tour préliminaire.
Entre parenthèses est indiqué le motif de qualification de chaque équipe :
- 1er, 2e, etc. : classement dans le championnat national
- 1/2 ou 1/4 : demi-finaliste ou quart-de-finaliste du championnat national.
- C ou fC : vainqueur ou finaliste de la coupe nationale

## Tour de qualification
Le tirage au sort des oppositions a eu lieu le 16 juillet 2024, les matchs aller se déroulent les 31 août et 1er septembre 2024 et les matchs retour une semaine plus tard, les 7 et 8 septembre. Les résultats sont :
| Équipe                | Aller   | Total   | Retour  | Équipe              |
| --------------------- | ------- | ------- | ------- | ------------------- |
| ABC Braga             | 23 - 21 | 50 - 52 | 27 - 31 | CB Ademar León      |
| MT Melsungen          | 28 - 23 | 64 - 54 | 36- 31  | Elverum Håndball    |
| RK Trimo Trebnje      | 32 - 28 | 56 - 63 | 24 - 35 | Limoges Handball    |
| HC Kriens-Lucerne     | 37 - 31 | 71 - 69 | 34 - 38 | GC Amicitia Zurich  |
| Mors-Thy Håndbold     | 22 - 35 | 52 - 74 | 30 - 39 | VfL Gummersbach     |
| Valur Reykjavík       | 34 - 25 | 58 - 57 | 24 - 32 | RK Spačva Vinkovci  |
| IFK Kristianstad      | 29 - 32 | 57 - 62 | 28 - 30 | BM Granollers       |
| Bjerringbro-Silkeborg | 45 - 27 | 77 - 61 | 32 - 34 | Ferencváros TC      |
| Ystads IF             | 39 - 31 | 72 - 66 | 33 - 35 | Madeira Andebol SAD |
| HC Baník Karviná      | 33 - 22 | 59 - 54 | 26 - 32 | RK Izviđač Ljubuški |

Le tirage au sort avait désigné Zurich et Madère comme hôtes du match aller mais les matchs de ces deux rencontres ont été inversés.
Remarque : les équipes vaincues sont éliminées sauf le perdant du match entre HC Baník Karviná et le RK Izviđač Ljubuški qui est reversé au troisième tour de la Coupe européenne (C4).

## Tour préliminaire

### Critères de départage
1. Plus grand nombre de points dans les matchs entre les équipes directement impliquées ;
2. Plus grande différence de buts dans les matchs entre les équipes directement impliquées ;
3. Plus grand nombre de buts marqués dans les matchs entre les équipes directement impliquées ;
4. Plus grande différence de buts dans tous les matchs du groupe ;
5. Plus grand nombre de buts marqués dans tous les matchs du groupe ;
6. Tirage au sort.

- Équipe qualifiée pour le tour principal
- Équipe éliminée

### Groupe A
|   | Équipe            | Pts | J | G | N | P | Bp  | Bc  | Diff |  | Résultats (dom.\ext.) |       |       |       |       |
| - | ----------------- | --- | - | - | - | - | --- | --- | ---- |  | --------------------- | ----- | ----- | ----- | ----- |
| 1 | HC Kriens-Lucerne | 10  | 6 | 5 | 0 | 1 | 196 | 181 | 15   |  | HC Kriens-Lucerne     |       | 32-30 | 30-25 | 34-30 |
| 2 | GOG Håndbold      | 9   | 6 | 4 | 1 | 1 | 198 | 168 | 30   |  | GOG Håndbold          | 39-36 |       | 31-21 | 36-23 |
| 3 | Gorenje Velenje   | 3   | 6 | 1 | 1 | 4 | 160 | 186 | -26  |  | Gorenje Velenje       | 27-33 | 35-35 |       | 28-25 |
| 4 | CB Ademar León    | 1   | 6 | 0 | 1 | 5 | 161 | 180 | -19  |  | CB Ademar León        | 30-31 | 21-27 | 32-24 |       |

### Groupe B
|   | Équipe                | Pts | J | G | N | P | Bp  | Bc  | Diff |  | Résultats (dom.\ext.) |       |       |       |       |
| - | --------------------- | --- | - | - | - | - | --- | --- | ---- |  | --------------------- | ----- | ----- | ----- | ----- |
| 1 | Montpellier Handball  | 12  | 6 | 6 | 0 | 0 | 193 | 145 | 48   |  | Montpellier Handball  |       | 34-25 | 40-26 | 30-25 |
| 2 | BM Granollers         | 6   | 6 | 3 | 0 | 3 | 194 | 186 | 8    |  | BM Granollers         | 24-28 |       | 36-27 | 41-30 |
| 3 | Bjerringbro-Silkeborg | 5   | 6 | 2 | 1 | 3 | 165 | 193 | -28  |  | Bjerringbro-Silkeborg | 22-34 | 35-32 |       | 30-26 |
| 4 | Górnik Zabrze         | 1   | 6 | 0 | 1 | 5 | 161 | 189 | -28  |  | Górnik Zabrze         | 23-27 | 32-36 | 25-25 |       |

### Groupe C
|   | Équipe               | Pts | J | G | N | P | Bp  | Bc  | Diff |  | Résultats (dom.\ext.) |       |       |       |       |
| - | -------------------- | --- | - | - | - | - | --- | --- | ---- |  | --------------------- | ----- | ----- | ----- | ----- |
| 1 | SL Benfica           | 10  | 6 | 5 | 0 | 1 | 190 | 163 | 27   |  | SL Benfica            |       | 37-31 | 39-32 | 36-23 |
| 2 | Limoges Handball     | 8   | 6 | 4 | 0 | 2 | 198 | 170 | 28   |  | Limoges Handball      | 36-28 |       | 27-31 | 31-24 |
| 3 | Kadetten Schaffhouse | 6   | 6 | 3 | 0 | 3 | 195 | 187 | 8    |  | Kadetten Schaffhouse  | 25-26 | 29-39 |       | 39-26 |
| 4 | HT Tatran Prešov     | 0   | 6 | 0 | 0 | 6 | 140 | 203 | -63  |  | HT Tatran Prešov      | 16-24 | 21-34 | 30-39 |       |

### Groupe D
|   | Équipe             | Pts | J | G | N | P | Bp  | Bc  | Diff |  | Résultats (dom.\ext.) |       |       |       |       |
| - | ------------------ | --- | - | - | - | - | --- | --- | ---- |  | --------------------- | ----- | ----- | ----- | ----- |
| 1 | CD Bidasoa Irun    | 9   | 6 | 4 | 1 | 1 | 199 | 176 | 23   |  | CD Bidasoa Irun       |       | 35-32 | 33-33 | 37-25 |
| 2 | Ystads IF          | 7   | 6 | 3 | 1 | 2 | 196 | 179 | 17   |  | Ystads IF             | 23-29 |       | 36-30 | 38-29 |
| 3 | SPR Chrobry Głogów | 5   | 6 | 2 | 1 | 3 | 187 | 201 | -14  |  | SPR Chrobry Głogów    | 28-35 | 27-38 |       | 37-33 |
| 4 | CSM Constanța      | 3   | 6 | 1 | 1 | 4 | 177 | 203 | -26  |  | CSM Constanța         | 35-30 | 29-29 | 36-32 |       |

### Groupe E
|   | Équipe              | Pts | J | G | N | P | Bp  | Bc  | Diff |  | Résultats (dom.\ext.) |       |       |       |       |
| - | ------------------- | --- | - | - | - | - | --- | --- | ---- |  | --------------------- | ----- | ----- | ----- | ----- |
| 1 | THW Kiel            | 12  | 6 | 6 | 0 | 0 | 200 | 174 | 26   |  | THW Kiel              |       | 37-35 | 32-27 | 31-28 |
| 2 | Vojvodina Novi Sad  | 8   | 6 | 4 | 0 | 2 | 194 | 186 | 8    |  | Vojvodina Novi Sad    | 28-32 |       | 31-30 | 31-26 |
| 3 | BM Torrelavega (es) | 2   | 6 | 0 | 2 | 4 | 172 | 188 | -16  |  | BM Torrelavega (es)   | 30-33 | 26-33 |       | 32-32 |
| 4 | Nexe Našice         | 2   | 6 | 0 | 2 | 4 | 174 | 192 | -18  |  | Nexe Našice           | 26-35 | 35-36 | 27-27 |       |

### Groupe F
|   | Équipe          | Pts | J | G | N | P | Bp  | Bc  | Diff |  | Résultats (dom.\ext.) |       |       |       |       |
| - | --------------- | --- | - | - | - | - | --- | --- | ---- |  | --------------------- | ----- | ----- | ----- | ----- |
| 1 | MT Melsungen    | 10  | 6 | 5 | 0 | 1 | 194 | 150 | 44   |  | MT Melsungen          |       | 32-27 | 34-18 | 36-21 |
| 2 | FC Porto        | 7   | 6 | 3 | 1 | 2 | 178 | 163 | 15   |  | FC Porto              | 24-29 |       | 37-24 | 37-29 |
| 3 | Vardar Skopje   | 5   | 6 | 2 | 1 | 3 | 163 | 187 | -24  |  | Vardar Skopje         | 32-30 | 22-26 |       | 33-26 |
| 4 | Valur Reykjavík | 2   | 6 | 0 | 2 | 4 | 165 | 200 | -35  |  | Valur Reykjavík       | 28-33 | 27-27 | 34-34 |       |

### Groupe G
|   | Équipe                 | Pts | J | G | N | P | Bp  | Bc  | Diff |  | Résultats (dom.\ext.)  |       |       |       |       |
| - | ---------------------- | --- | - | - | - | - | --- | --- | ---- |  | ---------------------- | ----- | ----- | ----- | ----- |
| 1 | SG Flensburg-Handewitt | 12  | 6 | 6 | 0 | 0 | 234 | 173 | 61   |  | SG Flensburg-Handewitt |       | 44-27 | 36-33 | 42-25 |
| 2 | Tatabánya KC           | 7   | 6 | 3 | 1 | 2 | 174 | 193 | -19  |  | Tatabánya KC           | 29-39 |       | 28-27 | 28-25 |
| 3 | HC Baník Karviná       | 3   | 6 | 1 | 1 | 4 | 177 | 203 | -26  |  | HC Baník Karviná       | 31-41 | 31-31 |       | 32-29 |
| 4 | MRK Sesvete            | 2   | 6 | 1 | 0 | 5 | 172 | 188 | -16  |  | MRK Sesvete            | 28-32 | 27-31 | 38-23 |       |

### Groupe H
|   | Équipe                  | Pts | J | G | N | P | Bp  | Bc  | Diff |  | Résultats (dom.\ext.)   |       |       |       |       |
| - | ----------------------- | --- | - | - | - | - | --- | --- | ---- |  | ----------------------- | ----- | ----- | ----- | ----- |
| 1 | VfL Gummersbach         | 10  | 6 | 5 | 0 | 1 | 200 | 162 | 38   |  | VfL Gummersbach         |       | 33-26 | 37-35 | 32-24 |
| 2 | Fenix Toulouse Handball | 8   | 6 | 4 | 0 | 2 | 190 | 182 | 8    |  | Fenix Toulouse Handball | 31-30 |       | 30-33 | 37-30 |
| 3 | IK Sävehof              | 4   | 6 | 2 | 0 | 4 | 184 | 192 | -8   |  | IK Sävehof              | 25-28 | 31-37 |       | 30-26 |
| 4 | FH Hafnarfjörður        | 2   | 6 | 1 | 0 | 5 | 160 | 198 | -38  |  | FH Hafnarfjörður        | 21-40 | 25-29 | 34-30 |       |

## Tour principal
- Équipe qualifiée pour les quarts de finale
- Équipe qualifiée pour les barrages
- Équipe éliminée

### Groupe I
|   | Équipe               | Pts | J | G | N | P | Bp  | Bc  | Diff |  | Résultats (dom.\ext.) |       |       |       |       |
| - | -------------------- | --- | - | - | - | - | --- | --- | ---- |  | --------------------- | ----- | ----- | ----- | ----- |
| 1 | Montpellier Handball | 10  | 6 | 5 | 0 | 1 | 182 | 168 | 14   |  | Montpellier Handball  |       | 30-28 | 31-27 | 34-25 |
| 2 | GOG Håndbold         | 7   | 6 | 3 | 1 | 2 | 198 | 192 | 6    |  | GOG Håndbold          | 33-27 |       | 39-36 | 32-31 |
| 3 | HC Kriens-Lucerne    | 4   | 6 | 2 | 0 | 3 | 198 | 205 | -7   |  | HC Kriens-Lucerne     | 31-32 | 32-30 |       | 43-42 |
| 4 | BM Granollers        | 3   | 6 | 1 | 1 | 4 | 189 | 202 | -13  |  | BM Granollers         | 24-28 | 36-36 | 31-29 |       |

### Groupe II
|   | Équipe           | Pts | J | G | N | P | Bp  | Bc  | Diff | Dép |  | Résultats (dom.\ext.) |       |       |       |       |
| - | ---------------- | --- | - | - | - | - | --- | --- | ---- | --- |  | --------------------- | ----- | ----- | ----- | ----- |
| 1 | CD Bidasoa Irun  | 8   | 6 | 4 | 0 | 2 | 188 | 177 | 11   | +4  |  | CD Bidasoa Irun       |       | 35-30 | 28-29 | 35-32 |
| 2 | Limoges Handball | 8   | 6 | 4 | 0 | 2 | 196 | 193 | 3    | -4  |  | Limoges Handball      | 32-31 |       | 36-28 | 31-30 |
| 3 | SL Benfica       | 6   | 6 | 3 | 0 | 3 | 194 | 193 | 1    | /   |  | SL Benfica            | 33-30 | 37-31 |       | 36-31 |
| 4 | Ystads IF        | 2   | 6 | 1 | 0 | 5 | 185 | 200 | -15  | /   |  | Ystads IF             | 23-29 | 32-36 | 37-33 |       |

### Groupe III
|   | Équipe             | Pts | J | G | N | P | Bp  | Bc  | Diff |  | Résultats (dom.\ext.) |       |       |       |       |
| - | ------------------ | --- | - | - | - | - | --- | --- | ---- |  | --------------------- | ----- | ----- | ----- | ----- |
| 1 | THW Kiel           | 11  | 6 | 5 | 1 | 0 | 197 | 165 | 32   |  | THW Kiel              |       | 35-24 | 32-22 | 37-35 |
| 2 | MT Melsungen       | 8   | 6 | 3 | 2 | 1 | 173 | 167 | 6    |  | MT Melsungen          | 26-26 |       | 32-27 | 26-26 |
| 3 | FC Porto           | 4   | 6 | 2 | 0 | 4 | 170 | 178 | -8   |  | FC Porto              | 30-35 | 24-29 |       | 29-20 |
| 4 | Vojvodina Novi Sad | 1   | 6 | 0 | 1 | 5 | 168 | 198 | -30  |  | Vojvodina Novi Sad    | 28-32 | 29-36 | 30-38 |       |

### Groupe IV
|   | Équipe                  | Pts | J | G | N | P | Bp  | Bc  | Diff |  | Résultats (dom.\ext.)   |       |       |       |       |
| - | ----------------------- | --- | - | - | - | - | --- | --- | ---- |  | ----------------------- | ----- | ----- | ----- | ----- |
| 1 | SG Flensburg-Handewitt  | 10  | 6 | 4 | 2 | 0 | 220 | 186 | 34   |  | SG Flensburg-Handewitt  |       | 34-34 | 32-30 | 44-27 |
| 2 | Fenix Toulouse Handball | 8   | 6 | 3 | 2 | 1 | 194 | 191 | 3    |  | Fenix Toulouse Handball | 35-35 |       | 31-30 | 35-28 |
| 3 | VfL Gummersbach         | 6   | 6 | 3 | 0 | 3 | 201 | 181 | 20   |  | VfL Gummersbach         | 31-36 | 33-26 |       | 33-27 |
| 4 | Tatabánya KC            | 0   | 6 | 0 | 0 | 6 | 171 | 228 | -57  |  | Tatabánya KC            | 29-39 | 31-33 | 29-44 |       |

## Phase finale
|  | Barrages               | Barrages                | Barrages               | Barrages               |      |                  | Quarts de finale | Quarts de finale | Quarts de finale | Quarts de finale |                 |                 | Demi-finales       | Demi-finales | Demi-finales | Demi-finales |  |  | Finale | Finale | Finale | Finale |
|  |                        |                         |                        |                        |      |                  |                  |                  |                  |                  |                 |                 |                    |              |              |              |  |  |        |        |        |        |
|  |                        |                         |                        |                        |      |                  |                  |                  |                  |                  |                 |                 | 24 mai 2025, 15h00 |              |              |              |  |  |        |        |        |        |
|  | IV3                    | VfL Gummersbach         | 29                     | 25                     |      |                  |                  |                  |                  |                  |                 |                 |                    |              |              |              |  |  |        |        |        |        |
|  | IV3                    | VfL Gummersbach         | 29                     | 25                     |      |                  |                  |                  |                  |                  |                 |                 |                    |              |              |              |  |  |        |        |        |        |
|  | III2                   | MT Melsungen            | 26                     | 29                     |      |                  |                  |                  |                  |                  |                 |                 |                    |              |              |              |  |  |        |        |        |        |
|  | III2                   | MT Melsungen            | 26                     | 29                     | III2 | MT Melsungen     | 28               | 32               |                  |                  |                 |                 |                    |              |              |              |  |  |        |        |        |        |
|  |                        |                         |                        |                        | III2 | MT Melsungen     | 28               | 32               |                  |                  |                 |                 |                    |              |              |              |  |  |        |        |        |        |
|  |                        |                         | II1                    | CD Bidasoa Irun        | 27   | 22               |                  |                  |                  |                  |                 |                 |                    |              |              |              |  |  |        |        |        |        |
|  |                        |                         |                        |                        | 27   | 22               |                  |                  |                  |                  |                 |                 |                    |              |              |              |  |  |        |        |        |        |
|  |                        |                         |                        |                        |      |                  |                  |                  |                  |                  |                 |                 |                    |              |              |              |  |  |        |        |        |        |
|  |                        |                         |                        |                        |      |                  |                  |                  |                  |                  |                 |                 |                    |              |              |              |  |  |        |        |        |        |
|  | MT Melsungen           | MT Melsungen            | 34                     | 34                     |      |                  |                  |                  |                  |                  |                 |                 |                    |              |              |              |  |  |        |        |        |        |
|  | MT Melsungen           | MT Melsungen            | 34                     | 34                     |      |                  |                  |                  |                  |                  |                 |                 |                    |              |              |              |  |  |        |        |        |        |
|  |                        |                         | SG Flensburg-Handewitt | SG Flensburg-Handewitt | 35ap | 35ap             |                  |                  |                  |                  |                 |                 |                    |              |              |              |  |  |        |        |        |        |
|  | II3                    | SL Benfica              | SG Flensburg-Handewitt | SG Flensburg-Handewitt | 35ap | 35ap             | 33               | 31               |                  |                  |                 |                 |                    |              |              |              |  |  |        |        |        |        |
|  | II3                    | SL Benfica              | 24 mai 2025, 18h00     |                        |      |                  | 33               | 31               |                  |                  |                 |                 |                    |              |              |              |  |  |        |        |        |        |
|  | I2                     | GOG Håndbold            | 31                     | 34                     |      |                  |                  |                  |                  |                  |                 |                 |                    |              |              |              |  |  |        |        |        |        |
|  | I2                     | GOG Håndbold            | 31                     | 34                     | I2   | GOG Håndbold     | 26               | 29               |                  |                  |                 |                 |                    |              |              |              |  |  |        |        |        |        |
|  |                        |                         |                        |                        | I2   | GOG Håndbold     | 26               | 29               |                  |                  |                 |                 |                    |              |              |              |  |  |        |        |        |        |
|  |                        |                         | IV1                    | SG Flensburg-Handewitt | 29   | 35               |                  |                  |                  |                  |                 |                 |                    |              |              |              |  |  |        |        |        |        |
|  |                        |                         |                        |                        | 29   | 35               |                  |                  |                  |                  |                 |                 |                    |              |              |              |  |  |        |        |        |        |
|  |                        |                         |                        |                        |      |                  |                  |                  |                  |                  |                 |                 |                    |              |              |              |  |  |        |        |        |        |
|  |                        |                         |                        |                        |      |                  |                  |                  |                  |                  |                 |                 |                    |              |              |              |  |  |        |        |        |        |
|  | SG Flensburg-Handewitt | SG Flensburg-Handewitt  | 32                     | 32                     |      |                  |                  |                  |                  |                  |                 |                 |                    |              |              |              |  |  |        |        |        |        |
|  | SG Flensburg-Handewitt | SG Flensburg-Handewitt  | 32                     | 32                     |      |                  |                  |                  |                  |                  |                 |                 |                    |              |              |              |  |  |        |        |        |        |
|  |                        |                         | Montpellier Handball   | Montpellier Handball   | 25   | 25               |                  |                  |                  |                  |                 |                 |                    |              |              |              |  |  |        |        |        |        |
|  | I3                     | HC Kriens-Lucerne       | Montpellier Handball   | Montpellier Handball   | 25   | 25               | 36               | 28               |                  |                  |                 |                 |                    |              |              |              |  |  |        |        |        |        |
|  | I3                     | HC Kriens-Lucerne       |                        |                        |      |                  |                  | 28               |                  |                  |                 |                 |                    |              |              |              |  |  |        |        |        |        |
|  | II2                    | Limoges Handball        | 29                     | 36                     |      |                  |                  |                  |                  |                  |                 |                 |                    |              |              |              |  |  |        |        |        |        |
|  | II2                    | Limoges Handball        | 29                     | 36                     | II2  | Limoges Handball | 26               | 30               |                  |                  |                 |                 |                    |              |              |              |  |  |        |        |        |        |
|  |                        |                         |                        |                        | II2  | Limoges Handball | 26               | 30               |                  |                  |                 |                 |                    |              |              |              |  |  |        |        |        |        |
|  |                        |                         | III1                   | THW Kiel               | 26   | 35               |                  |                  |                  |                  |                 |                 |                    |              |              |              |  |  |        |        |        |        |
|  |                        |                         |                        |                        | 26   | 35               |                  |                  |                  |                  |                 |                 |                    |              |              |              |  |  |        |        |        |        |
|  |                        |                         |                        |                        |      |                  |                  |                  |                  |                  |                 |                 |                    |              |              |              |  |  |        |        |        |        |
|  |                        |                         |                        |                        |      |                  |                  |                  |                  |                  |                 |                 |                    |              |              |              |  |  |        |        |        |        |
|  | THW Kiel               | THW Kiel                | 31                     | 31                     |      |                  |                  |                  |                  |                  |                 |                 |                    |              |              |              |  |  |        |        |        |        |
|  | THW Kiel               | THW Kiel                | 31                     | 31                     |      |                  |                  |                  |                  |                  |                 |                 |                    |              |              |              |  |  |        |        |        |        |
|  |                        |                         | Montpellier Handball   | Montpellier Handball   | 32   | 32               |                  |                  |                  |                  |                 |                 |                    |              |              |              |  |  |        |        |        |        |
|  | III3                   | FC Porto                | Montpellier Handball   | Montpellier Handball   | 32   | 32               | 35               | 28               |                  |                  |                 |                 |                    |              |              |              |  |  |        |        |        |        |
|  | III3                   | FC Porto                |                        |                        |      |                  |                  | 28               |                  |                  |                 |                 |                    |              |              |              |  |  |        |        |        |        |
|  | IV2                    | Fenix Toulouse Handball | 28                     | 30                     |      |                  |                  |                  |                  |                  |                 |                 |                    |              |              |              |  |  |        |        |        |        |
|  | IV2                    | Fenix Toulouse Handball | 28                     | 30                     | III3 | FC Porto         | 29               | 32               | Troisième place  | Troisième place  | Troisième place | Troisième place |                    |              |              |              |  |  |        |        |        |        |
|  |                        |                         |                        |                        | III3 | FC Porto         | 29               | 32               | Troisième place  | Troisième place  | Troisième place | Troisième place |                    |              |              |              |  |  |        |        |        |        |
|  |                        |                         | I1                     | Montpellier Handball   | 30   | 35               |                  |                  |                  |                  |                 |                 |                    |              |              |              |  |  |        |        |        |        |
|  |                        |                         |                        |                        | 30   | 35               |                  |                  |                  |                  |                 |                 |                    |              |              |              |  |  |        |        |        |        |
|  |                        |                         |                        |                        |      |                  |                  | MT Melsungen     | MT Melsungen     | 31               | 31              |                 |                    |              |              |              |  |  |        |        |        |        |
|  |                        |                         |                        |                        |      |                  |                  | MT Melsungen     | MT Melsungen     | 31               | 31              |                 |                    |              |              |              |  |  |        |        |        |        |
|  | THW Kiel               | THW Kiel                | 37                     | 37                     |      |                  |                  |                  |                  |                  |                 |                 |                    |              |              |              |  |  |        |        |        |        |
|  |                        |                         |                        |                        |      |                  |                  |                  |                  |                  |                 |                 |                    |              |              |              |  |  |        |        |        |        |

### Barrages
Les équipes ayant terminé deuxièmes de leur groupe affrontent une équipe classée troisième d'un autre groupe et reçoivent lors du match retour. 
Les matchs aller ont lieu le mardi 25 mars. Les matchs retours sont le mardi suivant, le 1er avril 2025.
| Équipe            | Aller   | Total   | Retour  | Équipe                  |
| ----------------- | ------- | ------- | ------- | ----------------------- |
| SL Benfica        | 33 – 31 | 64 – 65 | 31 – 34 | GOG Håndbold            |
| HC Kriens-Lucerne | 36 – 29 | 64 – 65 | 28 – 36 | Limoges Handball        |
| VfL Gummersbach   | 29 – 26 | 54 – 55 | 25 – 29 | MT Melsungen            |
| FC Porto          | 35 – 28 | 63 – 58 | 28 – 30 | Fenix Toulouse Handball |

### Quarts de finale
Les matchs aller ont lieu le mardi 22 avril. Les matchs retours sont le mardi suivant, le 29 avril 2025.
| Équipe           | Aller   | Total   | Retour  | Équipe                 |
| ---------------- | ------- | ------- | ------- | ---------------------- |
| GOG Håndbold     | 26 – 29 | 55 – 64 | 29 – 35 | SG Flensburg-Handewitt |
| Limoges Handball | 26 – 26 | 56 – 61 | 30 – 35 | THW Kiel               |
| MT Melsungen     | 28 – 27 | 60 – 49 | 32 – 22 | CD Bidasoa Irun        |
| FC Porto         | 29 – 30 | 61 – 65 | 32 – 35 | Montpellier Handball   |

### Finale à quatre
La finale à quatre (ou en anglais : Final Four) est programmée les 24 et 25 mai 2025 dans la Barclays Arena de Hambourg en Allemagne. Un tirage au sort détermine les équipes qui s'affrontent en demi-finales.
|  | Demi-finales           | Demi-finales           | Demi-finales         | Demi-finales         |                               |                        | Finale             | Finale             | Finale             | Finale             |
|  |                        |                        |                      |                      |                               |                        |                    |                    |                    |                    |
|  | 24 mai 2025, 15h00     | 24 mai 2025, 15h00     | 24 mai 2025, 15h00   | 24 mai 2025, 15h00   |                               |                        | 25 mai 2025, 18h00 | 25 mai 2025, 18h00 | 25 mai 2025, 18h00 | 25 mai 2025, 18h00 |
|  | MT Melsungen           | MT Melsungen           | 34                   | 34                   |                               |                        | 25 mai 2025, 18h00 | 25 mai 2025, 18h00 | 25 mai 2025, 18h00 | 25 mai 2025, 18h00 |
|  | MT Melsungen           | MT Melsungen           | 34                   | 34                   |                               |                        | 25 mai 2025, 18h00 | 25 mai 2025, 18h00 | 25 mai 2025, 18h00 | 25 mai 2025, 18h00 |
|  | SG Flensburg-Handewitt | SG Flensburg-Handewitt | 35ap                 | 35ap                 |                               |                        | 25 mai 2025, 18h00 | 25 mai 2025, 18h00 | 25 mai 2025, 18h00 | 25 mai 2025, 18h00 |
|  | SG Flensburg-Handewitt | SG Flensburg-Handewitt | 35ap                 | 35ap                 | SG Flensburg-Handewitt        | SG Flensburg-Handewitt | 32                 | 32                 |                    |                    |
|  | 24 mai 2025, 18h00     |                        |                      |                      | SG Flensburg-Handewitt        | SG Flensburg-Handewitt | 32                 | 32                 |                    |                    |
|  |                        |                        | Montpellier Handball | Montpellier Handball | 25                            | 25                     |                    |                    |                    |                    |
|  | THW Kiel               | THW Kiel               | Montpellier Handball | Montpellier Handball | 25                            | 25                     | 31                 | 31                 |                    |                    |
|  | THW Kiel               | THW Kiel               |                      |                      |                               |                        |                    | 31                 |                    |                    |
|  | Montpellier Handball   | Montpellier Handball   | 32                   | 32                   |                               |                        |                    |                    |                    |                    |
|  | Montpellier Handball   | Montpellier Handball   | 32                   | 32                   | Match pour la troisième place |                        |                    |                    |                    |                    |
|  |                        |                        |                      |                      |                               |                        |                    |                    |                    |                    |
|  | 25 mai 2025, 15h00     |                        |                      |                      |                               |                        |                    |                    |                    |                    |
|  | MT Melsungen           | MT Melsungen           | 31                   | 31                   |                               |                        |                    |                    |                    |                    |
|  | MT Melsungen           | MT Melsungen           | 31                   | 31                   |                               |                        |                    |                    |                    |                    |
|  | THW Kiel               | THW Kiel               | 37                   | 37                   |                               |                        |                    |                    |                    |                    |
|  | THW Kiel               | THW Kiel               | 37                   | 37                   |                               |                        |                    |                    |                    |                    |

#### Demi-finales
| 24 mai 2025 15h00 | MT Melsungen     | 34 – 35 (ap)   | SG Flensburg-Handewitt | Barclays Arena, Hambourg Affluence : 11 000 Arbitrage : Erdoğan et Özdeniz |
| 24 mai 2025 15h00 | Timo Kastening 8 | (15-16, 28-28) | Emil Jakobsen 9        | Barclays Arena, Hambourg Affluence : 11 000 Arbitrage : Erdoğan et Özdeniz |
| 24 mai 2025 15h00 | Prol. : 6-7      |                |                        | Barclays Arena, Hambourg Affluence : 11 000 Arbitrage : Erdoğan et Özdeniz |
| 24 mai 2025 15h00 | ×2               | EHF            | ×4                     | Barclays Arena, Hambourg Affluence : 11 000 Arbitrage : Erdoğan et Özdeniz |

| 24 mai 2025 18h00 | THW Kiel             | 31 – 32 | Montpellier Handball | Barclays Arena, Hambourg Affluence : 11 000 Arbitrage : Pavićević et Ražnatović |
| 24 mai 2025 18h00 | Johansson et Zerbe 7 | (17-16) | Sebastian Karlsson 8 | Barclays Arena, Hambourg Affluence : 11 000 Arbitrage : Pavićević et Ražnatović |
| 24 mai 2025 18h00 | ×2                   | EHF     | ×1 ×2                | Barclays Arena, Hambourg Affluence : 11 000 Arbitrage : Pavićević et Ražnatović |

#### Finale
| 25 mai 2025 18h00 | SG Flensburg-Handewitt | 32 – 25 | Montpellier Handball | Barclays Arena, Hambourg Affluence : 12 000 Arbitrage : Amar et Dino Konjičanin |
| 25 mai 2025 18h00 | Lukas Jørgensen 10     | (19-13) | Bryan Monte 6        | Barclays Arena, Hambourg Affluence : 12 000 Arbitrage : Amar et Dino Konjičanin |
| 25 mai 2025 18h00 | ×1                     | EHF     | ×1                   | Barclays Arena, Hambourg Affluence : 12 000 Arbitrage : Amar et Dino Konjičanin |

## Les vainqueurs
| Vainqueurs - Ligue européenne 2024-2025 SG Flensburg-Handewitt 3e titre |

L'effectif du vainqueur pour cette saison 2024-2025 est :
- Benjamin Burić (GB)
- Kevin Møller (GB)
- August Pedersen (ALG)
- Emil Jakobsen (ALG)
- Jóhan Hansen (ALD)
- Aksel Horgen (ALD)
- Johannes Golla  (P)
- Lukas Jørgensen (P)
- Blaž Blagotinšek (P)
- Simon Pytlick (ARG)
- Andreas Holst Jensen (ARG)
- Lasse Møller (ARG)
- Oskar Czertowicz (DC)
- Mads Mensah Larsen (DC)
- Jim Gottfridsson (DC)
- Niclas Kirkeløkke (ARD)
- Kay Smits (ARD)
- Marko Kopljar (ARD)

Entraîneur
- Nicolej Krickau (de) (jusqu'en décembre 2024)
- Aleš Pajovič (à partir de 2025)

## Meilleurs buteurs

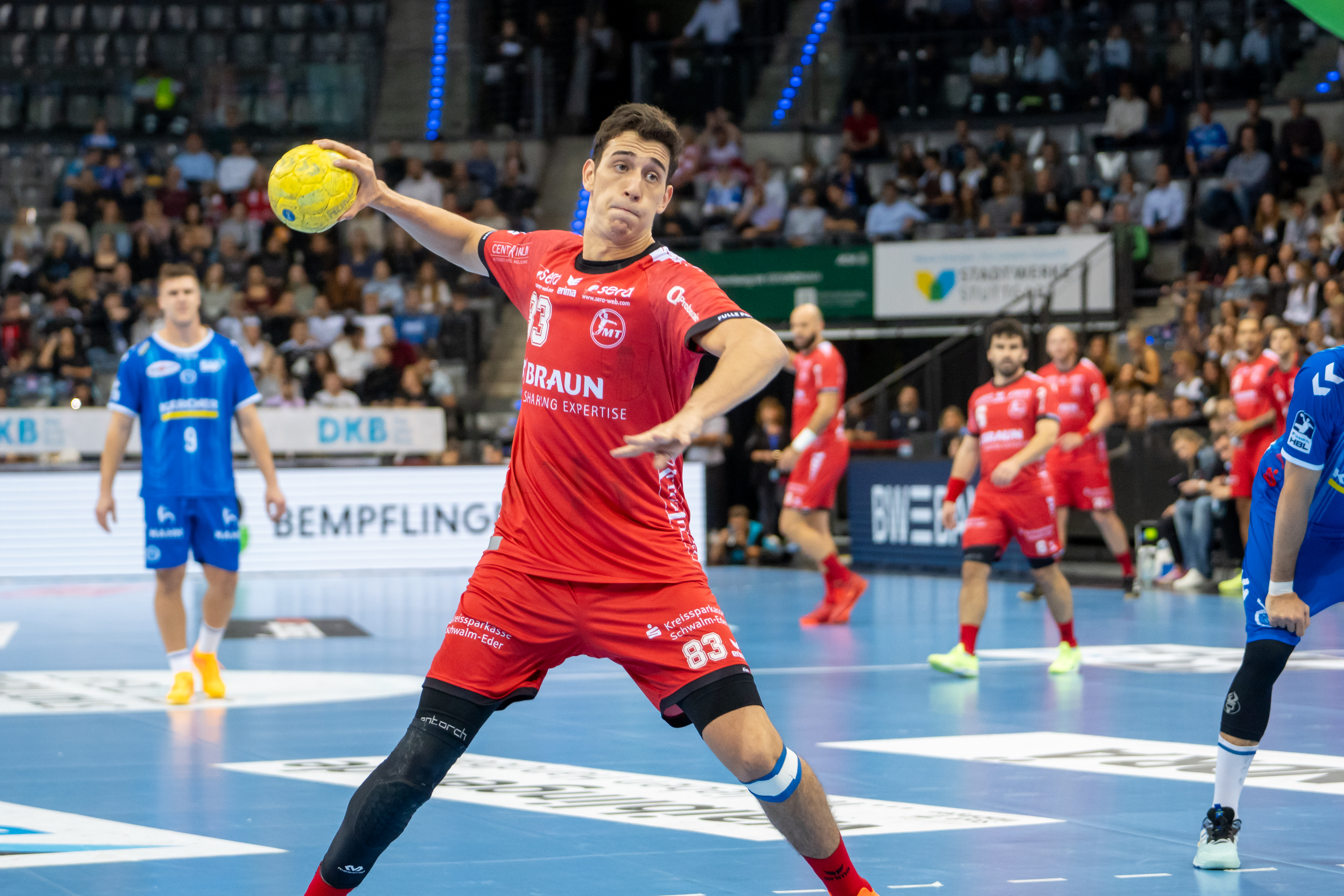
Ian Barrufet, l'Espagnol du MT Melsungen, termine meilleur buteur avec 90 réalisations.

Les meilleurs buteurs sont :
| Rang | Joueur                 | Club              | Buts | Tirs | %      | MJ | Moy. |
| ---- | ---------------------- | ----------------- | ---- | ---- | ------ | -- | ---- |
| 1    | Ian Barrufet (es)      | MT Melsungen      | 90   | 109  | 82,6 % | 18 | 5,0  |
| 2    | Ihor Tourtchenko       | Limoges Handball  | 89   | 129  | 69,0 % | 16 | 5,6  |
| 3    | Luca Sigrist           | HC Kriens-Lucerne | 87   | 114  | 76,3 % | 13 | 6,7  |
| 4    | Tobias Grøndahl (en)   | GOG Håndbold      | 79   | 104  | 76,0 % | 13 | 6,1  |
| 5    | Marin Šipić (en)       | HC Kriens-Lucerne | 78   | 86   | 90,7 % | 12 | 6,5  |
| 6    | Seif El-Deraa          | Limoges Handball  | 75   | 110  | 68,2 % | 16 | 4,7  |
| 7    | Miro Schluroff         | VfL Gummersbach   | 74   | 103  | 71,8 % | 14 | 5,3  |
| 8    | Antonio García Robledo | BM Granollers     | 71   | 117  | 60,7 % | 12 | 5,9  |
| 9    | Emil Madsen (en)       | THW Kiel          | 67   | 108  | 62,0 % | 14 | 4,8  |
| 10   | Kristian Olsen         | Ystads IF         | 65   | 95   | 68,4 % | 12 | 5,4  |